# Перехресний розум
Перехресний розум (англ. The Cross-Wits) - американське синдиковане ігрове шоу, прем'єра якого відбулася 15 грудня 1975 року, і тривала протягом п'яти сезонів до скасування 12 вересня 1980 року. Ведучий шоу - Джек Кларк, господиня - Джеррі Фіала. Оголошення обов’язків виконували Джон Харлан, Джей Стюарт та Джеррі Бішоп. Шоу було продюсероване Ralph Edwards Productions та розповсюджене корпорацією Metromedia Producers Corporation .
Друга версія почала виходити в ефір 8 вересня 1986 року під назвою The All-New Crosswits, і її проводив Девід Спаркс, а Мішель Рот була дикторкою. Ця версія була випущена Crossedwits Productions спільно з Outlet Communications, Inc. та розповсюджена ABR Entertainment.
Обидві версії випускалися як щоденні шоу, хоча оригінал Cross-Wits виходив у ефір на багатьох ринках як серіал раз або два рази на тиждень.

## Головна гра
Дві команди, кожна з яких складалася з двох знаменитостей та одного учасника змагань, змагались, щоб розгадати підказки для кросвордів. Кожне слово в головоломці також було підказкою для головної головоломки.

### Версія 1975–80
Категорія головної головоломки була вказана на початку кожного раунду. Капітан учасника змагань вибирав, яку позицію в кросворді ідентифікувати, та яка зірка гратиме в цій позиції. Потім прочиталася підказка кросворду до цього слова. Якщо зірка не змогла відповісти на підказку протягом семи секунд, учасник змагань міг відповісти. Однак, якщо ні знаменитість, ні учасник не відповіли правильно, контроль передався команді суперників. За кожну правильну відповідь присуджується 10 балів за літеру у слові (наприклад, якби слово було "учений", правильно розв’язання слова коштувало б 60 балів).
Після правильного розв’язання слова учасник міг вибрати інше слово для іншої знаменитості в своїй команді, щоб відгадати або спробувати визначити предмет головної головоломки. Якщо він/вона вирішить спробувати вгадати тему, учасник запитує у Кларка «конференцію» зі знаменитостями, і йому дають сім секунд для обговорення відповіді. Після того, як конференція закінчилася, учасники пропонували відповідь.
Команда, яка правильно розгадала головну головоломку, заробляла додатково 100 балів, тоді як неправильне рішення передало контроль іншій команді. Команда, що відставала, починала кожен наступний раунд.
Починаючи з 1976 року, учасникам конкурсу було присуджено приз за вирішення головоломки на додаток до 100 балів. З 1976–79 рр., якщо головоломка вирішувалася лише одним підказним словом в одному з перших двох раундів, не знаючи категорії, учасник вигравав нову машину (невдача розв’язання після того, як одне підказне слово виявило категорію). У 1979 році це було змінено на лише нагородження автомобілем під час другого туру кожного дня і без конференції між знаменитостями та учасницею, хоча учаснику все ж було дано п'ять секунд для роздумів, перш ніж дати свою відповідь, не знаючи категорії. Команда, яка розгадала головоломку в першому раунді, також розпочала другий раунд, коли правила змінилися, щоб запропонувати автомобіль лише у другому раунді; ця зміна була зроблена для того, щоб команда навмисно не програла перший раунд, щоб краще розграти машину.
Гра тривала протягом незгаданого обмеження часу, і учасник, який набрав найбільше очок, коли закінчився час, виграв гру. Починаючи з 1979 року, капітан, команда якого набрала 1000 очок, також виграв бонус в 1000 доларів.
Ця версія була записана на відео до ери комп'ютеризованої графіки та мала ігрову дошку з ручним управлінням, яка використовувала підсвічувані плитки, які підсвічувались, щоб показувати літери в кожному слові. Господиня Фіала використовувала довгий покажчик для позначення місця кожного слова на дошці, оскільки цифри на квадратах були замалі, щоб їх могли побачити домашні глядачі.

### Версія 1986–87
Гра проводилася подібно до версії 1975 року із модифікаціями формату підрахунку очок. Кожне слово в першій головоломці набирало 5 балів за літеру, а розв’язування головоломки набирало 50 балів. Оцінка у другому турі подвоїлася до 10 балів за літеру та 100 балів за рішення головоломки. За третю головоломку бали збільшились до 20 балів за літеру та 200 балів за вирішення головоломки. На відміну від версії 1975 року, ігрова дошка цієї версії була повністю створена комп’ютером; забарвлення ігрового поля також змінюватиметься залежно від рішення, чи буде це людина, місце чи річ.

## Раунд перехресного вогню (обидві версії)
Учасник, який набрав найбільше очок в кінці гри, зіграв у Crossfire Round разом зі своїм вибором партнера зі знаменитостей (вибір лише партнерів гравця-переможця у 1975 році та вибір усіх чотирьох у 1986 році). Команді показали останній кросворд із десятьма словами, жодне з яких не було підказкою для головної головоломки. Команда називала слова за номером, а ведучий прочитав підказку для цього слова. Якщо команда могла розв’язати всі десять слів за 60 секунд або менше, учасник виграв головний приз.
У версії 1975 року кожна правильна відповідь вигравала все більш цінні призи, і якщо учасник розв’язував усі десять, то вигравав головний приз, яким зазвичай був автомобіль, але іноді поїздка чи шуба. У версії 1986 року учасники, які розгадали всі десять слів, виграли поїздку та можливість виграти машину. Учасники, які не змогли виграти бонусний раунд у версії 1986 року, виграли втішний призовий пакет.

### Автомобільний раунд (версія 1986–87)
Трьом знаменитостям, які не грали в Crossfire Round, дали коробки, кожна з яких називалась однією з трьох доступних машин. Вибравши, за яку машину грати, учасник конкурсу вибрав знаменитість. Якщо модель обраного автомобіля відповідала картці в коробці обраної знаменитості, учасник змагань вигравав машину. Деякий час четверта знаменитість також була учасницею автомобільного туру, і відповідна четверта коробка була додана до суміші; якщо обрано, то конкурсанту це коштувало 1000 доларів.
Для перших двох записаних на плівку епізодів автомобільний тур проводився по-різному: замість того, щоб тримати коробки, в яких були названі три запропоновані машини, знаменитості тримали ключі від кожного з трьох автомобілів. Після вибору знаменитості ця особа спробувала розблокувати обраний автомобіль своїм ключем.

## Статус епізоду
Оригінальна версія ціла і зберігається компанією Ralph Edwards Productions, але не повторювалася з моменту оригінальних ефірів. Відродження було показано на каналі The Family Channel з 7 червня  по 27 серпня 1993 р.  та на неіснуючій Американській незалежній мережі з 1997 по 1998 рр. 26 жовтня 2014 року кабельна мережа GSN випустила в ефір дві серії відродженої версії, обидві з грудня 1986 року, в яких брали участь Розі О'Доннелл та Арсеніо Холл, відповідно.

## Зовнішні посилання
- Video summary of the show, from the Ralph Edwards Productions website
- The Cross-Wits on IMDb
- Crosswits on IMDb